# Žujince
Žujince (en serbe cyrillique : Жујинце ; en albanais : Zhunica) est une localité de Serbie située dans la municipalité de Preševo, district de Pčinja. En 2002, elle comptait 1 248 habitants, dont 1 189 Albanais (95,27 %) et 52 Serbes (4,16 %).
En septembre 2011, l'assemblée des députés albanais de Preševo, Bujanovac et Medveđa a incité les Albanais de Serbie à boycotter le recensement prévu pour le mois d'octobre de cette année-là ; de ce fait, aucun chiffre de population n'a été communiqué pour les localités de la municipalité de Preševo.

## Démographie
| 1948 | 1953  | 1961  | 1971  | 1981  | 1991  | 2002  |
| ---- | ----- | ----- | ----- | ----- | ----- | ----- |
| 948  | 1 018 | 1 068 | 1 197 | 1 284 | 1 405 | 1 248 |

|  |

En 2012, la population de Žujince était estimée à 1 215 habitants.

## Personnalités
- Mustafa Memeti (1962-), imam, y est né